# Place Gisèle Halimi
La place Gisèle Halimi est une place du quartier de la Duchère dans le 9e arrondissement de Lyon, en France. 
Anciennement appelée place Abbé Pierre, celle-ci est débaptisée par la ville de Lyon en septembre 2024, à la suite des révélations sur les agressions sexuelles et viols dont est accusé le prêtre. Elle est renommée en avril 2025 Place Gisèle Halimi.

## Situation
La place forme le croisement sud-est de l'avenue Rosa-Parks et de l'avenue du Plateau. Son côté nord se prolonge à l'est par l'avenue Andreï-Sakharov et à l'ouest par l'avenue Rosa-Parks. Son côté sud se poursuit à l'ouest par la rue du Père-Louis-de-Galard, et son côté ouest, par la rue Victor-Schœlcher au nord et l'avenue du Plateau au sud.

## Accessibilité
La place est desservie par desservie par le réseau de bus des transports en commun de Lyon et notamment les lignes    à l'arrêt Duchère-Martinière.

## Odonymie
La place rend hommage à Henri Grouès (1912-2007), dit l'« abbé Pierre », célèbre prêtre lyonnais, résistant, député fondateur du mouvement Emmaüs et auteur du célèbre appel de l'hiver 1954 qui déclenche « l’insurrection de la Bonté » : 

« Mes amis, au secours ! Une femme vient de mourir gelée cette nuit à 3 heures, sur le trottoir du boulevard Sébastopol, serrant sur elle le papier par lequel, avant-hier, on l’avait expulsée »

— Abbé Pierre, Le texte de l'appel de l'abbé Pierre sur Wikisource
.

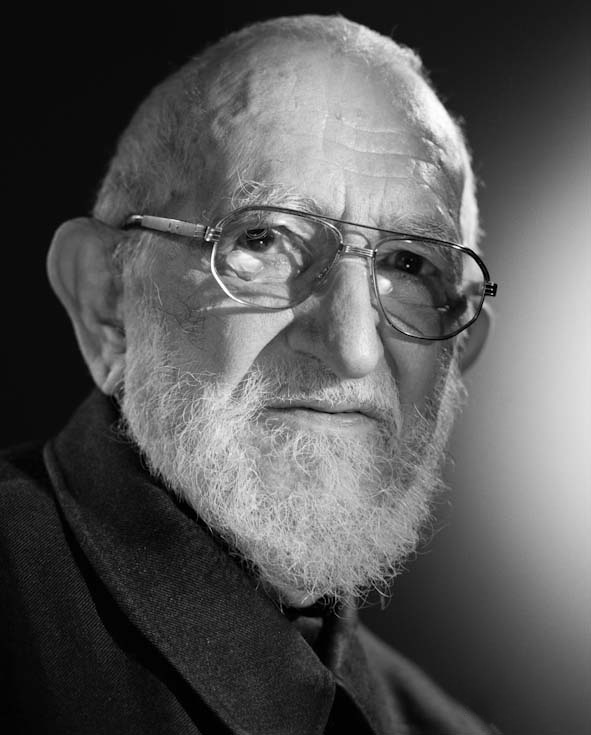
L'abbé Pierre en 1999.
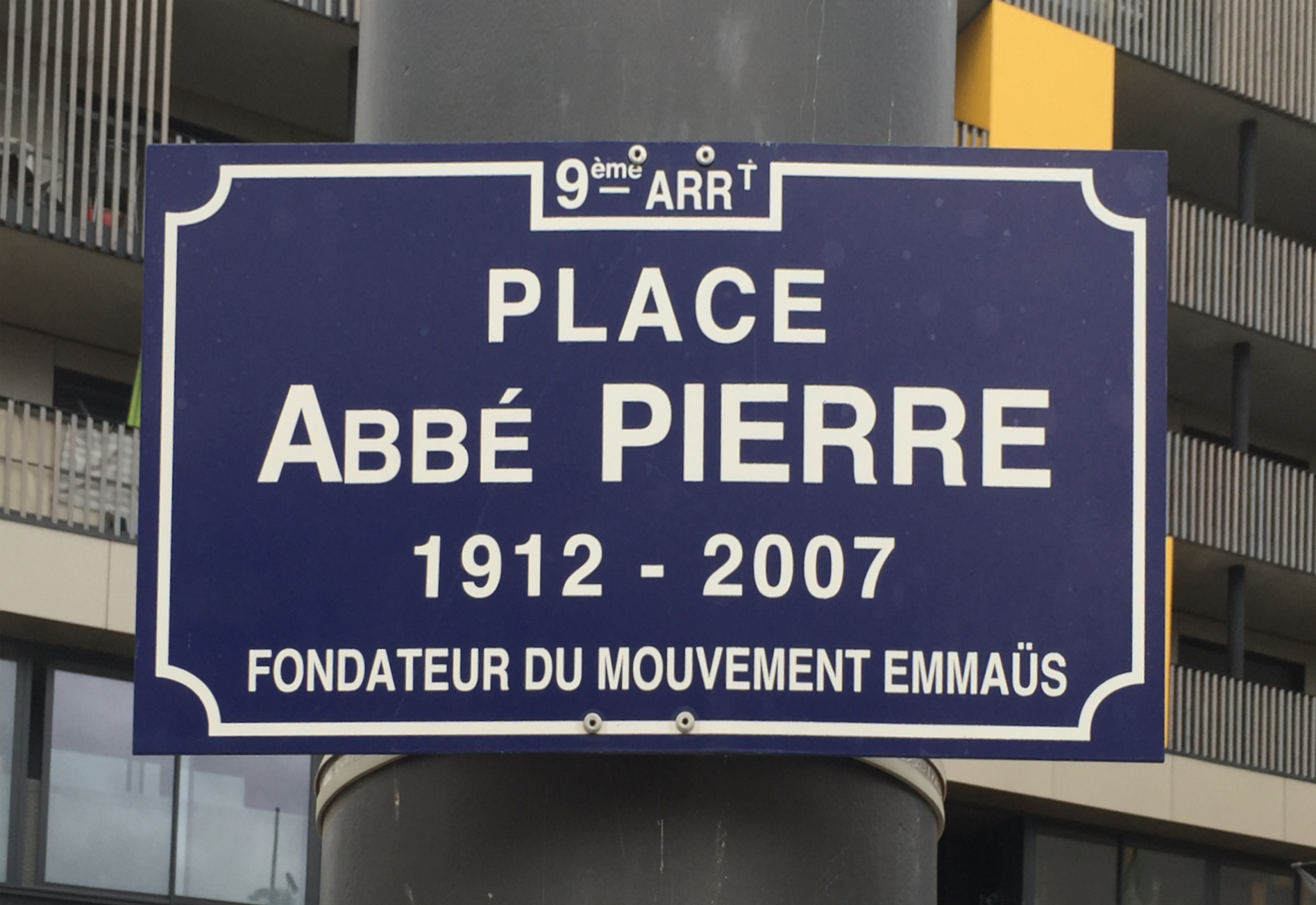
Plaque de rue, en 2015.

## Histoire
Depuis les années 2000, le quartier de la Duchère est en pleine révolution. Construit à partir de 1961 sur un ensemble de terres agricoles, il est destiné à accueillir plus de 5000 logements destinés à résorber l'habitat insalubre des quartiers ouvriers de Vaise et les travaux sont confiés à l'architecte François-Régis Cottin. Si, en 1965, un tiers de la population est constitué de rapatriés d'Algérie, les mutations sociales des décennies suivantes font que le quartier accueille désormais essentiellement « des populations [...] originaires du Maghreb ». Dès lors, le « quartier fait l'objet [...] d'une réhabilitation et d'un réaménagement urbain afin d'en faire un quartier labellisé éco-quartier ».
La création de la place date de 2007. Elle reflète la volonté politique d'un changement de paradigme urbain qui touche au grand projet de ville du quartier de la Duchère, dont elle est un des éléments qui l'ont « complètement transfiguré ».
Ce nouvel espace public est en cours de réalisation en septembre 2011, quand le maire de Lyon et président du Grand Lyon, actuelle métropole de Lyon, Gérard Collomb, fait la tournée annuelle des chantiers lancés par la communauté de communes. Si ces grands projets sont épinglés par les médias, l'un d'eux, Lyon Capitale au milieu des critiques politiques de rigueur, donne la teneur des aménagements et souligne que la « place sera beaucoup plus ouverte, aérée, avec des gradins et des bassins ; elle deviendra le cœur du quartier, avec la présence d'une bibliothèque, du centre commercial et du lycée La Martinière. Un travail sera réalisé sur les façades des bâtiments, avec une grande diversité de matériaux (acier, bois...) et de formes. La halle [d'athlétisme] se veut un pôle d'attraction de l'agglomération, comme un symbole du renouveau du quartier, à la pointe du développement durable. ». Le média 20 minutes souligne pour sa part, lors de son inauguration à l'été 2012 qu'elle « présentera différents niveaux séparés par un jeu de gradin. Elle permettra notamment d'accueillir le nouveau marché du Plateau [...] Des fontaines cascades ont été installées à la demande des habitants au centre de la place, permettant à l'eau de s'écouler dans un grand bassin animé de 9 jets d'eau ».
La place est ainsi inaugurée le 1er juillet 2012.
En février 2018 s'installe au numéro 8, des maisons de la Métropole et des Solidarités chargée « d'accueillir les personnes isolées ou en difficultés pour les accompagner dans les moments difficiles ». En mai 2018, une émeute éclate, réunissant plus de 200 personnes impliquées, après que des projectiles ont visé un magasin de la place ; après l'intervention des forces de l'ordre, le calme revient le jour même.
Au printemps 2020, et à l'instar des autres espaces publics de la ville, la place est désertée pendant la pandémie de Covid-19 en France et celle qui est d'ordinaire le « cœur du quartier » de la Duchère qui concentre « activité et vitalité » n'accueille plus que quelques badauds.
En septembre 2024, à la suite des révélations sur les agressions sexuelles et viols dont est accusé le prêtre, la ville de Lyon annonce débaptiser la place, dont le nouveau nom doit être discuté. La Ville de Lyon invite les habitants à proposer un nouveau nom pour la place depuis le mercredi 6 novembre jusqu'au 19 décembre. Elle est renommée en avril 2025 Place Gisèle Halimi.

## Description
La place possède une superficie de 12 600 mètres carrés. Le flanc nord de la place est occupé par un immeuble dont l'arrière est la halle d'athlétisme Stéphane-Diagana (né en 1969), nommé en l'honneur de l'athlète Stéphane Diagana. Sur son côté oriental, la place abrite la bibliothèque Annie-Schwartz, du nom d'Annie Schwartz (1943-2008), personnalité et historienne du quartier. L'angle sud-est donne accès au lycée de la Martinière.
Au numéro 8 se trouve une des maisons de la Métropole et des Solidarités.

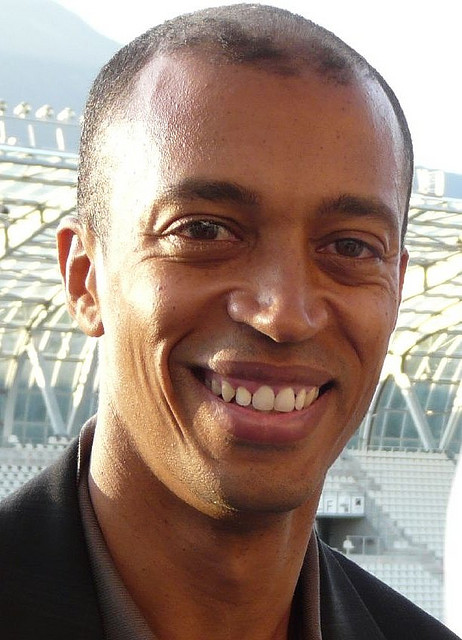
L'athlète français Stéphane Diagana en 2008. La halle d'athlétisme qui borde la place au nord porte son nom.
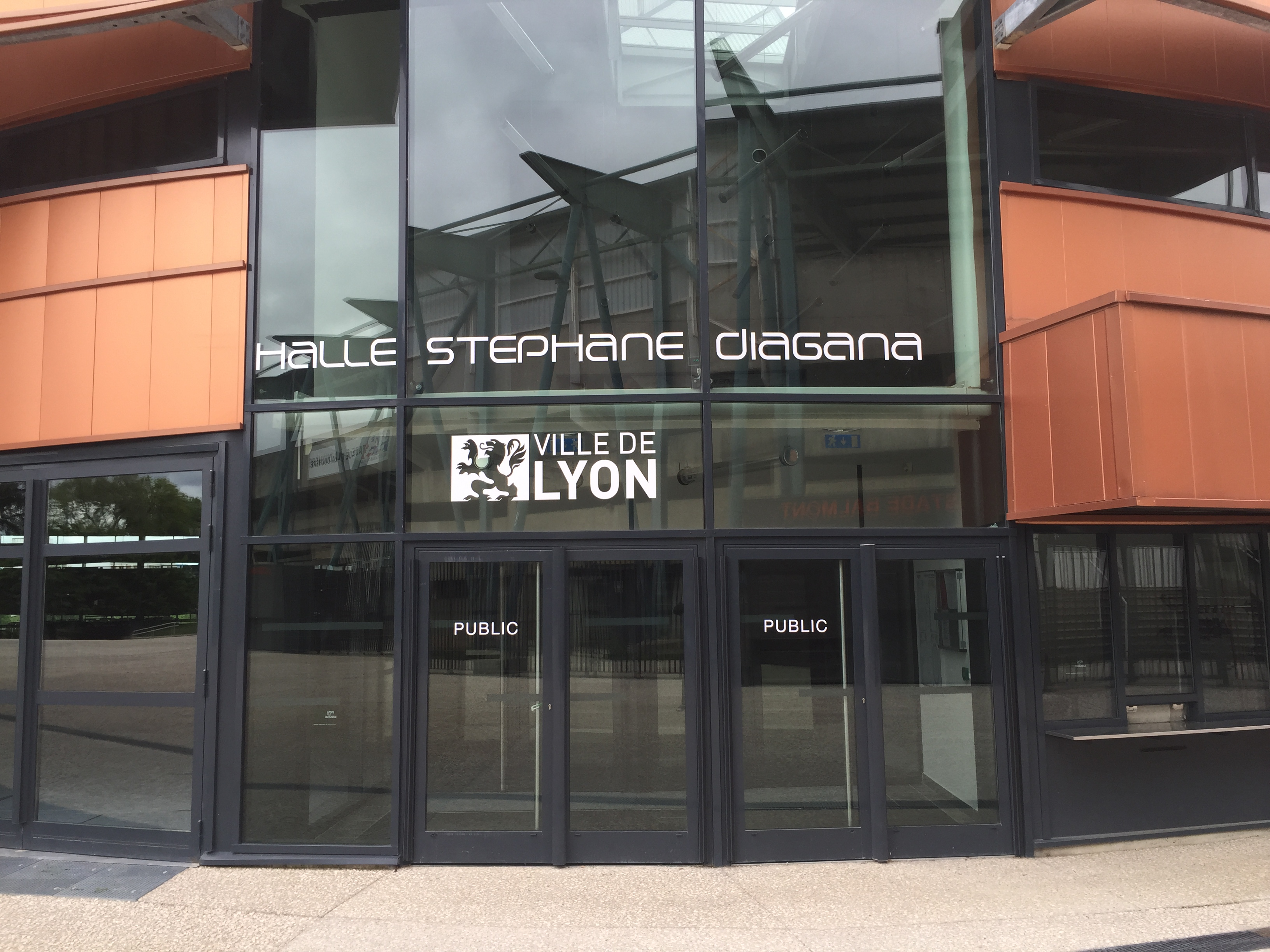
L'entrée de la halle d'athlétisme Stéphane-Diagana.
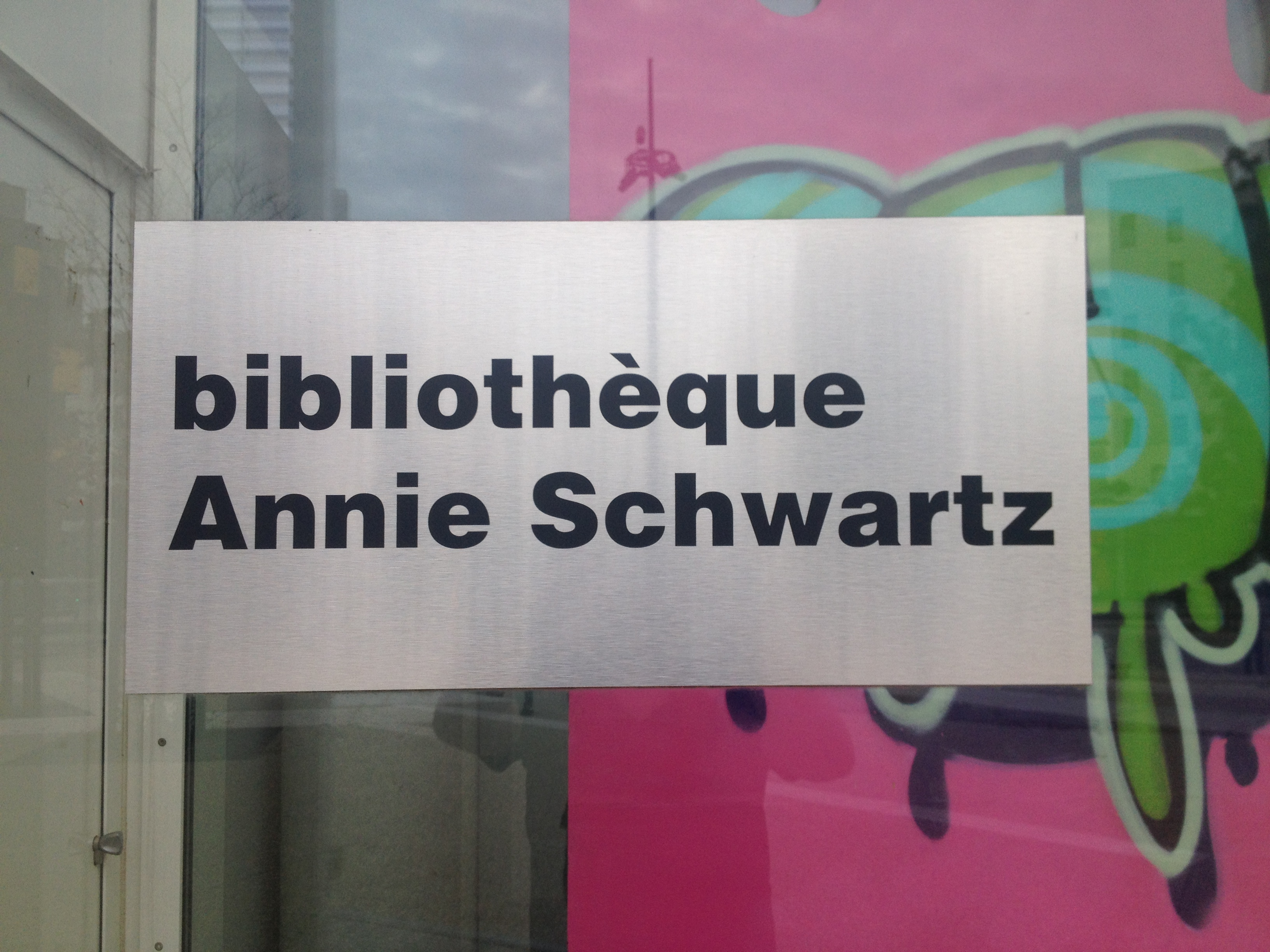
La plaque à l'entrée de la bibliothèque Annie-Schwartz.
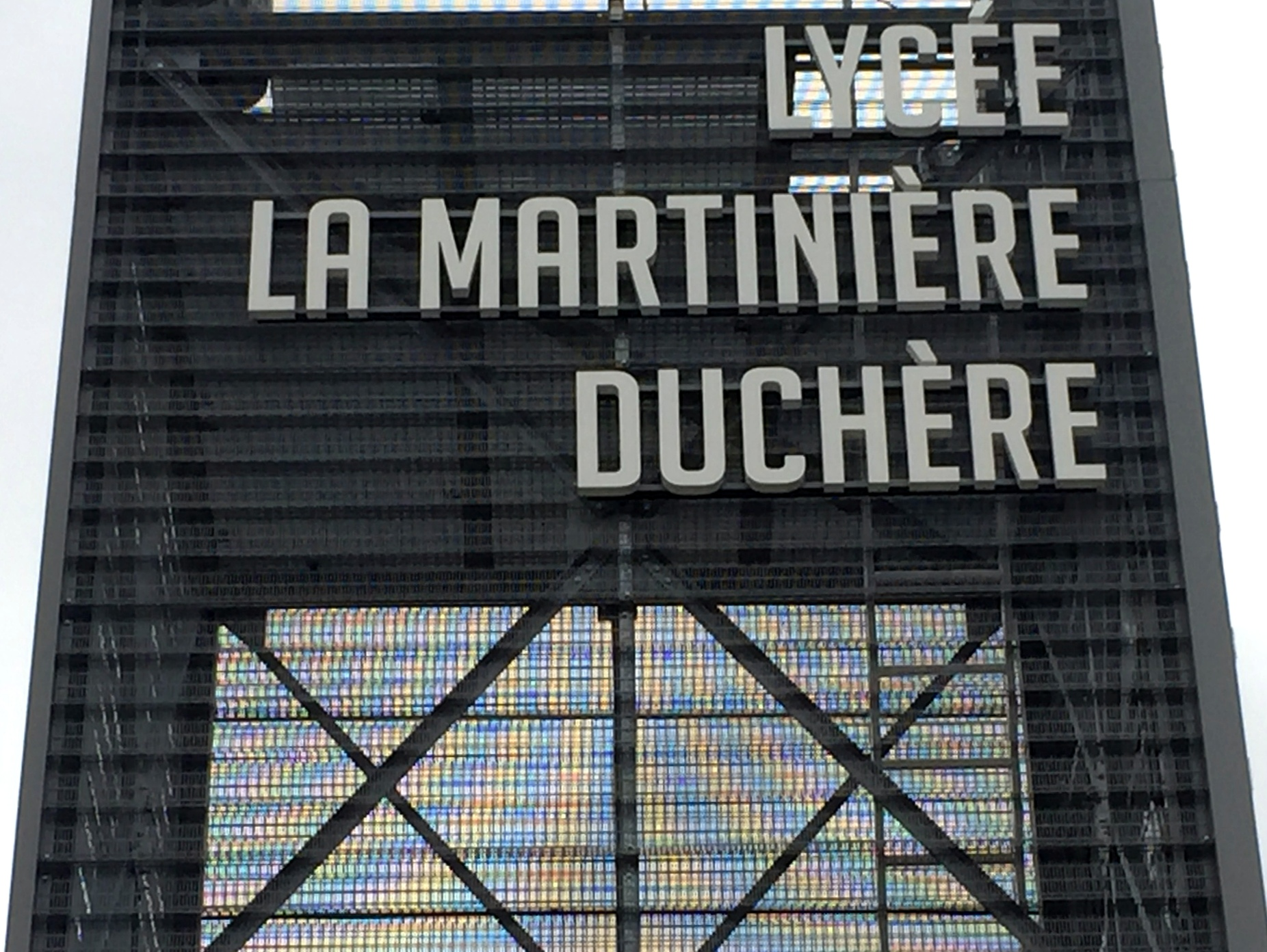
le lycée de la Martinière-Duchère.